# Шарташская улица
Шарта́шская у́лица расположена в Центральном жилом районе города Екатеринбурге между улицами Мамина-Сибиряка и Мичурина. Пересекает территорию Кировского административного района города, улицы Бажова и Луначарского. Направлена с запада на восток, общая протяженность улицы — 690 м. Является одной из пяти улиц Екатеринбурга, сохранивших своё первоначальное название.

## Происхождение названия
Название улицы произошло от озера Шарташ или от района

## История и достопримечательности

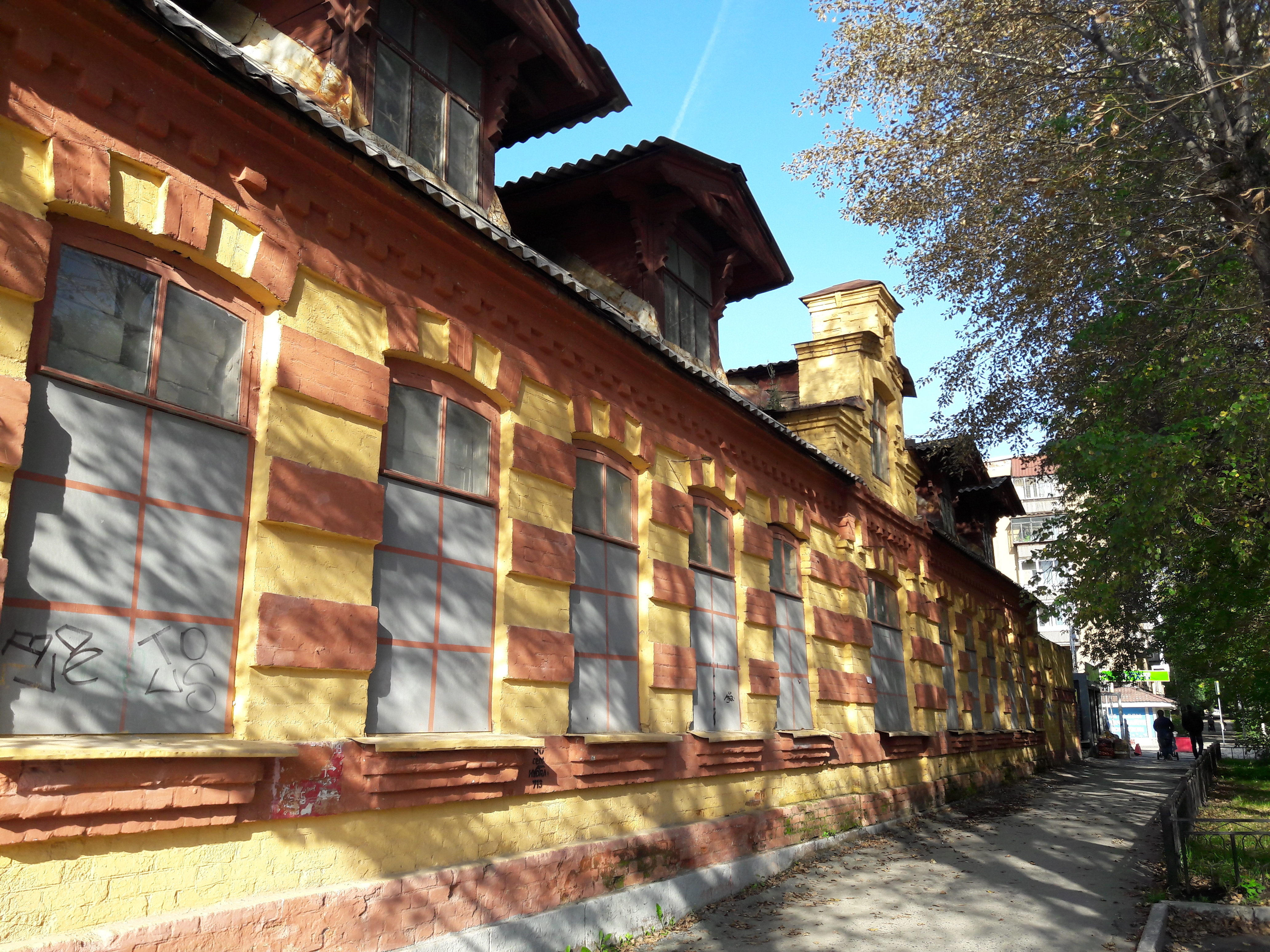
Бытовка винокуренного завода

Начало формирования улицы относится к второй половине XIX века. Западная часть улицы начинается у восточного склона Вознесенской горки, где ещё в начале XX века были видны остатки бастиона «новой» (после расширения) городской крепости. Шарташская улица начиная с XIX века застраивалась жилыми зданиями. На улицу выходили главные проходные ныне снесенного подшипникового завода, а также стоматологическая поликлиника № 3.
В настоящее время на Шарташской находится Кировский районный суд г. Екатеринбурга. Также улицей Шарташской теперь ограничен многоэтажный жилой комплекс «Бажовский».
На Шарташской, 9 до переезда в частный дом проживал политик Аркадий Чернецкий.
18 января 2024 года участок улицы от улицы Мамина-Сибиряка до улицы Луначарского переименован в переулок Вениамина Яковлева.

## Транспорт
Движение наземного общественного транспорта по улице не осуществляется 